# Geoff Bent
Geoffrey ("Geoff") Bent (Salford, 27 september 1932 – München, 6 februari 1958) was een Engels voetballer. Hij kwam om tijdens de vliegramp van München.

## Carrière
Bent sloot zich in de zomer van 1948 aan bij Manchester United. Na enkele seizoenen bij de jeugd en reserven te hebben gespeeld, werd hij in 1957 profvoetballer. Bent was vooral reservespeler en werd gebruikt als doublure voor Roger Byrne en Bill Foulkes.
Bent kwam in 1958 om het leven tijdens de vliegramp van München.

## Erelijst
- Landskampioen: 1952, 1956, 1957
- Winnaar Charity Shield: 1952, 1956, 1957

## Privé
Bent werd vier maanden voor zijn dood vader van een dochter, Karen.